# Albert Lévy (syndicaliste)
Pour les articles homonymes, voir Lévy et Albert Lévy.
Albert Lévy, né le 24 décembre 1871 à Lyon, mort en 1926, était un syndicaliste français. Trésorier de la Confédération générale du travail (CGT), il est en 1908-1909 un des protagonistes de l'affaire de la « Maison des fédérations » qui provoque en janvier 1909 la démission de Victor Griffuelhes du secrétariat de la CGT.

## Biographie
Originaire de Lyon, Albert Lévy était employé.
Vers l'âge d'environ 17 ans, il travaille dans les bureaux du journal boulangiste Le Pilori.
En 1901, il est élu trésorier de la Fédération des Bourses (du travail), avant de devenir celui de la CGT, en 1904. Lors du Congrès de la CGT tenu à Amiens en 1906), il est un des signataires de l'ordre-du-jour syndicaliste révolutionnaire, qui adopté très majoritairement, devient la Charte d'Amiens. Trésorier de la CGT, il est emprisonné durant dix-huit mois à la suite d'une condamnation pour « incitation à la violence ». Quand il sort de prison en avril 1908, il accuse celui qui tenait les comptes en son absence, de négligence, voire de malversation, Ce remplaçant n'est autre que le secrétaire général, Victor Griffuelhes. Peu enclin à admettre des critiques, Victor Griffuelhes démissionne en janvier 1909. Albert Lévy fait de même pour la trésorerie, et quitte peu après le mouvement syndical. Les syndicalistes accusent Lévy d'avoir été à la solde d'Aristide Briand, ancien propagandiste de la « Grève générale », devenu ministre dans le gouvernement Clemenceau. Les historiens n'infirment pas cette accusation, qui toutefois manque de preuves formelles. Le fait qu'Albert Lévy soit alors un des rares dirigeants d'origine juive à la tête de la CGT a fait naître le soupçon d'antisémitisme à son égard.
Albert Lévy se fixe ensuite à Rouen, où il exerce son métier d'expert-comptable. Pierre Monatte annonce son décès dans le numéro de novembre 1926 de sa revue, La Révolution prolétarienne.